# Natte strooiselruigte (natuurdoeltype)
Natte strooiselruigte is een natuurdoeltype dat bestaat uit bloeiende kruiden die vaak vermengd zijn met riet. Het natuurdoeltype vergt een natte bodem met een ondiepe grondwaterstand bestaande uit zoet water. Het natuurdoeltype heeft regelmatige overstromingen met zoet water nodig om in stand te blijven. De vegetatie wordt voornamelijk gevoed door grondwater en oppervlaktewater. In mindere mate wordt de vegetatie gevoed door regenwater. Het natuurdoeltype kan op bijna alle bodemtype voorkomen zolang deze maar een rijke humuslaag hebben met uitzondering van de brikgronden. De trofiegraad van de bodem is zwak tot matig eutroof en is qua zuurgraad zwak zuur of neutraal. Het natuurdoeltype heeft een oppervlakte van minstens 0,5 ha nodig om zich te handhaven. 

## Plantengemeenschappen
Binnen het natuurdoeltype natte strooiselruigte kunnen meerdere plantengemeenschappen voorkomen. Deze plantengemeenschappen hoeven niet allemaal voor te komen om het natuurdoeltype te bereiken.               
| Nederlandse naam                               | Wetenschappelijke naam                                                          |
| ---------------------------------------------- | ------------------------------------------------------------------------------- |
| associatie van moerasspirea en echte valeriaan | Valeriano-Filipenduletum                                                        |
| rivierkruiskruid-associatie                    | Valeriano-Senecionetum                                                          |
| moerasmelkdistel-associatie                    | Soncho-Epilobietum hirsuti                                                      |
| rompgemeenschap met koninginnekruid            | RG Eupatorium cannabinum-Phragmites australis-[Convolvulo-Filipenduletea]       |
| rompgemeenschap met harig wilgenroosje         | RG Epilobium hirsutum-[Convolvulo-Filipenduletea]                               |
| rompgemeenschap met haagwinde en echt riet     | RG Convolvulus sepium-Phragmites australis-[Convolvulo-Filipenduletea]          |
| rompgemeenschap met bitterzoet en echt riet    | RG Solanum dulcamara-Phragmites australis-[Convolvulo-Filipenduletea]           |
| rompgemeenschap met rietgras                   | RG Phalaris arundinacea-[Convolvulo-Filipenduletea]                             |
| rompgemeenschap met heelblaadjes               | RG Pulicaria dysenterica-[Convolvulo-Filipenduletea/Agrostietalia stoloniferae] |
| rompgemeenschap met grote engelwortel          | RG Angelica archangelica-[Epilobion hirsuti]                                    |
| derivaatgemeenschap met late guldenroede       | DG Solidago gigantea-[Epilobion hirsuti]                                        |

Wanneer een van de drie associaties uit de tabel voorkomt binnen het natuurdoeltype komt het overeen met het habitattype voedselrijke zoomvormende ruigten van het laagland, en van de montane en alpiene zones uit de habitatrichtlijn.